# Сабрина Салерно
 Тази статия е за италианската певица.  За други значения на Сабрина вижте Сабрина.  
Сабрина Дебора Салерно (на италиански: Sabrina Debora Salerno) е италианска поп певица.

## Музикална кариера
Отгледана от баба си, започва кариерата си като фотомодел, като през 1986 г. става „мис Лигурия“. Забелязана от телевизионния канал Canale 5 от холдинга Fininvest, собственост на Силвио Берлускони, става телевизионна водеща.
През 1986 г. излиза първият ѝ сингъл – „Sexy Girl“. Година по-късно излиза тоталния ѝ Итало Диско-хит „Boys“ („Summertime Love“), който носи на певицата световна популярност.

## Дискография

### Албуми
- 1987 – Sabrina
- 1988 – Something Special
- 1988 – Super Sabrina
- 1990 – Super Remix
- 1991 – Over the Pop
- 1996 – Maschio Dove Sei
- 1999 – Numeri
- 1999 – A Flower’s Broken
- 2008 – Erase/Rewind Official Remix

### Сингли
- 1986 – Sexy Girl
- 1987 – Lady Marmalade
- 1987 – Boys (Summertime Love)
- 1987 – Hot Girl
- 1988 – All of Me (Boy Oh Boy)
- 1988 – My Chico
- 1988 – Like a Yo-Yo
- 1988 – Sex
- 1989 – Gringo
- 1990 – Yeah Yeah
- 1991 – Siamo donne
- 1991 – Shadows of the Night
- 1991 – Cover Model
- 1994 – Rockawillie
- 1994 – Angel Boy
- 1995 – Boys '95
- 1996 – Fatta e rifatta
- 1999 – I Love You
- 2006 – I Feel Love (Good Sensation)
- 2008 – Erase/Rewind
- 2009 – Erase/Rewind (Remix By Andrea T Mendoza Vs Tibet)

## Филмография
- 1986 – Ferragosto O.K. (телевизионен филм)
- 1986 – Professione vacanze (телевизионен сериал)
- 1986 – Grandi magazzini
- 1988 – Festa di Capodanno (минисериал)
- 1989 – Fratelli d’Italia
- 1998 – Jolly Blu
- 1998 – Tutti gli uomini sono uguali
- 2005 – Colori

## Музика
- „Boys“;
- Сабрина Солерно и Саманта Фокс в Русия, Санкт Петербург (през 80-те бяхме „врагове“, сега сме приятели) - „Call me“;